# Champdor-Corcelles
Champdor-Corcelles is een gemeente in het Franse departement Ain in de regio Auvergne-Rhône-Alpes, die deel uitmaakt van het arrondissement Belley.
De gemeente is op 1 januari 2016 ontstaan door de fusie van de gemeenten Champdor en Corcelles en heeft de status van commune nouvelle.
1. ↑  Populations de référence 2022.